# Antonietta
Antonietta is een geslacht van weekdieren uit de klasse van de Gastropoda (slakken).

## Soorten
- Antonietta janthina Baba & Hamatani, 1977
- Antonietta luteorufa Schmekel, 1966